# Mittenothamnium plumosum
Mittenothamnium plumosum là một loài Rêu trong họ Hypnaceae. Loài này được (Herzog) Wijk & Margad. mô tả khoa học đầu tiên năm 1962.